# Skeleton na Zimních olympijských hrách 2022 – jednotlivkyně
Soutěž žen ve skeletonu na Zimních olympijských hrách 2022 se konala 11. února (1. a 2. jízda) a 12. února (3. a 4. jízda) na bobové a sáňkařské dráze Siao-chaj-tchuo v okrese 
Jen-čching v Pekingu. Olympijskou vítězkou se stala Němka Hannah Neiseová. Jaclyn Narracottová z Austrálie získala stříbro a Kimberley Bosová z Nizozemska bronz. Pro všechny to byly první olympijské medaile.

## Výsledky
| P.                          | SČ. | Sportovec             | Stát                      | 1. jízda | 2. jízda | 3. jízda | 4. jízda | Celkem  | Ztráta |
| --------------------------- | --- | --------------------- | ------------------------- | -------- | -------- | -------- | -------- | ------- | ------ |
| Zlatá olympijská medaile    | 15  | Hannah Neiseová       | Německo                   | 1:02,36  | 1:02,19  | 1:01,44  | 1:01,63  | 4:07,62 | –      |
| Stříbrná olympijská medaile | 18  | Jaclyn Narracottová   | Austrálie                 | 1:02,05  | 1:02,29  | 1:01,79  | 1:02,11  | 4:08,24 | +0,62  |
| Bronzová olympijská medaile | 4   | Kimberley Bosová      | Nizozemsko                | 1:02,51  | 1:02,22  | 1:01,86  | 1:01,87  | 4:08,46 | +0,84  |
| 4.                          | 7   | Tina Hermannová       | Německo                   | 1:02,28  | 1:02,29  | 1:01,90  | 1:02,26  | 4:08,73 | +1,11  |
| 5.                          | 11  | Mirela Rahnevaová     | Kanada                    | 1:02,03  | 1:03,14  | 1:01,72  | 1:02,26  | 4:09,15 | +1,53  |
| 6.                          | 16  | Katie Uhlaenderová    | Spojené státy americké    | 1:02,41  | 1:02,46  | 1:02,15  | 1:02,21  | 4:09,23 | +1,61  |
| 7.                          | 19  | Anna Fernstädtová     | Česko                     | 1:02,35  | 1:02,44  | 1:02,27  | 1:02,26  | 4:09,32 | +1,70  |
| 8.                          | 14  | Jacqueline Löllingová | Německo                   | 1:02,27  | 1:02,45  | 1:02,22  | 1:02,41  | 4:09,35 | +1,73  |
| 9.                          | 3   | Čao Tan               | Čína                      | 1:02,26  | 1:02,40  | 1:02,53  | 1:02,33  | 4:09,52 | +1,90  |
| 10.                         | 6   | Janine Flocková       | Rakousko                  | 1:02,64  | 1:02,72  | 1:02,23  | 1:02,45  | 4:10,04 | +2,42  |
| 11.                         | 8   | Julia Kanakinová      | Sportovci ROV             | 1:02,56  | 1:02,95  | 1:02,24  | 1:02,34  | 4:10,09 | +2,47  |
| 12.                         | 9   | Valentina Margagliová | Itálie                    | 1:02,84  | 1:03,04  | 1:02,45  | 1:02,05  | 4:10,38 | +2,76  |
| 13.                         | 2   | Nicole Silveiraová    | Brazílie                  | 1:02,58  | 1:02,95  | 1:02,55  | 1:02,40  | 4:10,48 | +2,86  |
| 14.                         | 21  | Li Jü-si              | Čína                      | 1:02,64  | 1:02,62  | 1:02,39  | 1:02,94  | 4:10,59 | +2,97  |
| 15.                         | 10  | Alina Tararyčenková   | Sportovci ROV             | 1:02,74  | 1:02,86  | 1:02,43  | 1:02,79  | 4:10,82 | +3,20  |
| 16.                         | 5   | Elena Nikitinová      | Sportovci ROV             | 1:02,92  | 1:03,07  | 1:02,51  | 1:02,37  | 4:10,87 | +3,25  |
| 17.                         | 13  | Jane Channellová      | Kanada                    | 1:02,59  | 1:03,31  | 1:02,71  | 1:02,34  | 4:10,95 | +3,33  |
| 18.                         | 12  | Kim Meylemansová      | Belgie                    | 1:02,35  | 1:02,92  | 1:02,34  | 1:03,73  | 4:11,34 | +3,72  |
| 19.                         | 1   | Laura Deasová         | Velká Británie            | 1:02,99  | 1:03,15  | 1:02,71  | 1:02,70  | 4:11,55 | +3,93  |
| 20.                         | 23  | Endija Tērauda        | Lotyšsko                  | 1:02,98  | 1:03,15  | 1:02,65  | 1:02,79  | 4:11,57 | +3,95  |
| 21.                         | 17  | Kelly Curtisová       | Spojené státy americké    | 1:02,94  | 1:03,05  | 1:03,24  | —        | 3:09,23 | —      |
| 22.                         | 20  | Brogan Crowleyová     | Velká Británie            | 1:03,32  | 1:03,23  | 1:02,82  | —        | 3:09,37 | —      |
| 23.                         | 24  | Kim Eun-ji            | Jižní Korea               | 1:03,28  | 1:03,68  | 1:02,83  | —        | 3:09,79 | —      |
| 24.                         | 22  | Kellie Delkaová       | Portoriko                 | 1:04,83  | 1:04,47  | 1:04,55  | —        | 3:13,85 | —      |
| 25.                         | 25  | Katie Tannenbaumová   | Americké Panenské ostrovy | 1:06,48  | 1:07,36  | 1:04,84  | —        | 3:18,68 | —      |